# الشطيط (مناخة)

تعديل مصدري - تعديل

الشطيط هي إحدى قرى عزلة حصبان بمديرية مناخة التابعة لمحافظة صنعاء، بلغ تعداد سكانها 132 نسمة حسب تعداد اليمن لعام 2004.